# Warmolt Tonckens (1848-1922)

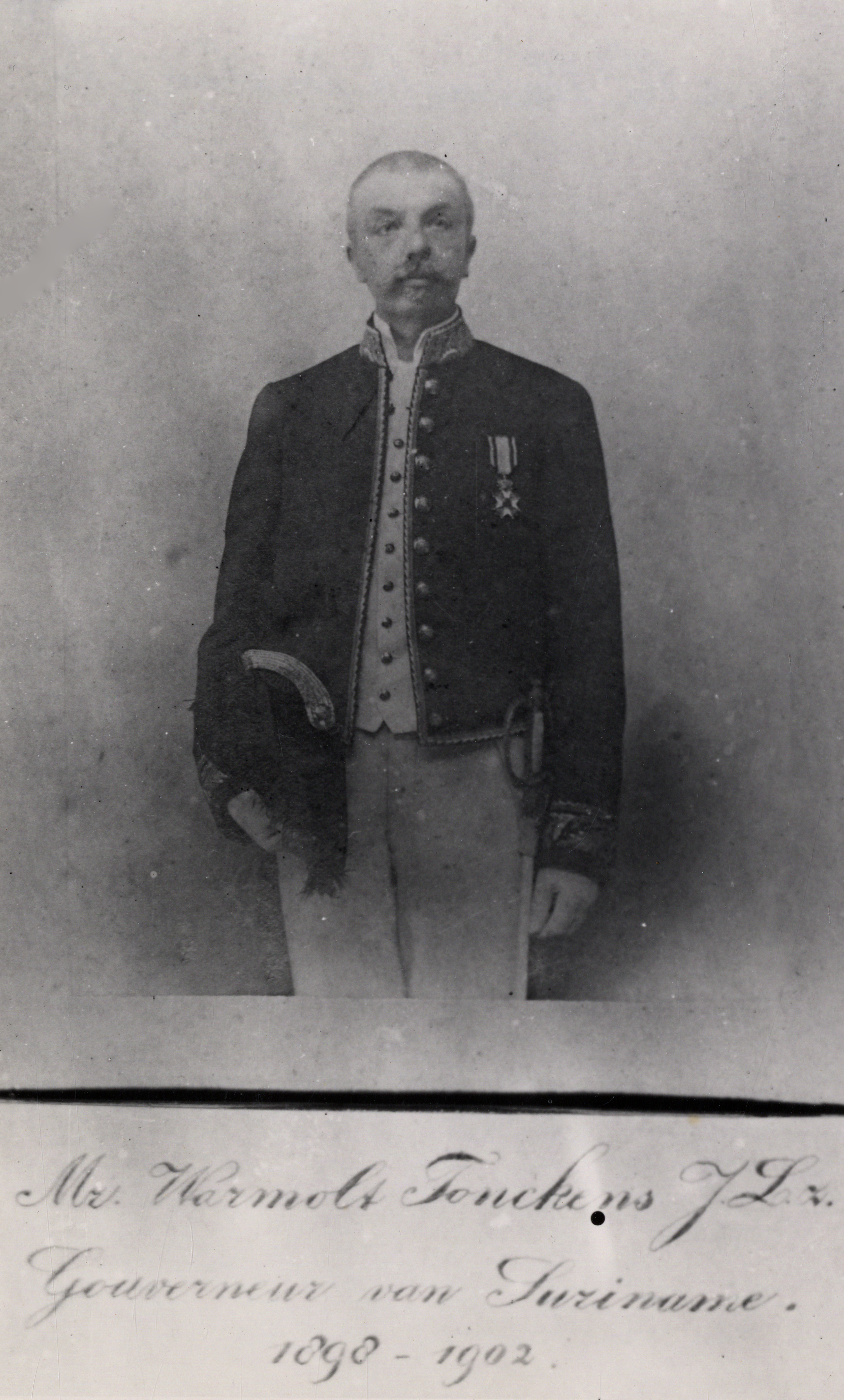
Warmolt Tonckens

Warmolt Tonckens J.Lzn. (Peize, 22 november 1848 – Utrecht, 9 september 1922) was een Nederlands jurist en gouverneur van Suriname.

## Leven en werk
Tonckens werd geboren als zoon van de predikant Joachimus Lunsingh Tonckens in het Drentse dorp Peize. Tonckens kwam uit een geslacht van juristen. Zo was zijn grootvader Warmolt Tonckens (1782-1865) rechter te Assen en President van het Provinciaal gerechtshof van Drenthe. Om onderscheid te maken met andere personen met dezelfde naam gebruikte hij "J.Lzn." achter zijn naam, hetgeen staat voor "Joachimus Lunsinghszoon". Hij promoveerde in 1873 in het Romeins en hedendaags recht aan de Hogeschool te Groningen (vanaf 1876 Rijksuniversiteit Groningen). Daarna werd hij advocaat in dezelfde stad, redacteur van de Provinciale Groninger Courant (in 1935 overgenomen door het Nieuwsblad van het Noorden), schoolopziener, plaatsvervangend kantonrechter en rentmeester van de bezittingen van de stad Groningen.
In 1886 werd hij op verzoek van Hendrik Jan Smidt, toenmalig gouverneur van Suriname, gouvernementssecretaris in Suriname. In de periode na het vertrek van Smidt in juli 1888 en de komst van de nieuwe gouverneur Maurits Adriaan de Savornin Lohman in januari 1889, was hij waarnemend gouverneur van Suriname. In 1889 werd hij benoemd tot Ridder in de Orde van de Nederlandse Leeuw. In 1894 was hij tijdens het verlof van De Savornin Lohmans opvolger Titus van Asch van Wijck wederom waarnemend gouverneur van Suriname. In mei 1896 werd Tonckens gouverneur van Suriname. Tijdens zijn verlof in 1899 werd procureur-generaal Jan Wouter van Oosterzee waarnemend gouverneur. In oktober 1902 werd Tonckens opgevolgd door de bekende waterbouwkundige Cornelis Lely. In 1903 keerde hij terug naar Nederland, waar hij zich in Den Haag vestigde. Een waterval in de Surinaamse rivier de Coppename is naar hem vernoemd.
Tonckens trouwde op 30 mei 1876 te Peize met de predikantsdochter Siekea Anna de Haas. Zij overleed in 1896 in Paramaribo; haar grafsteen ligt op een heuvel in de Palmentuin. In 1922 overleed mr. Warmolt Tonckens op 73-jarige leeftijd. Hoewel crematies in 1922 in Nederland zeer ongebruikelijk waren, werd zijn stoffelijk overschot gecremeerd in het crematorium Westerveld in Velsen. Zijn oudste dochter Catharina Jacomina was getrouwd met de botanicus prof. dr. Frits Went (1863-1935). Ze was de moeder van Johanna Catharina Went (1905–2000), fytopatholoog, en Frits Warmolt Went (1903–1990), ook een bioloog met een fytopathologische achtergrond, die de werking van het plantenhormoon auxine aantoonde.
- Biografisch Portaal: 22350122
- International Standard Name Identifier: 0000 0003 9432 813X
- Nederlandse Thesaurus van Auteursnamen: 070036640
- Parlement.com: vgw52s1vfoy4
- Virtual International Authority File: 288794514
- WorldCat: E39PBJtrXjh3rfc7Mv6ph3hvHC